# Sascha Müller-Kraenner

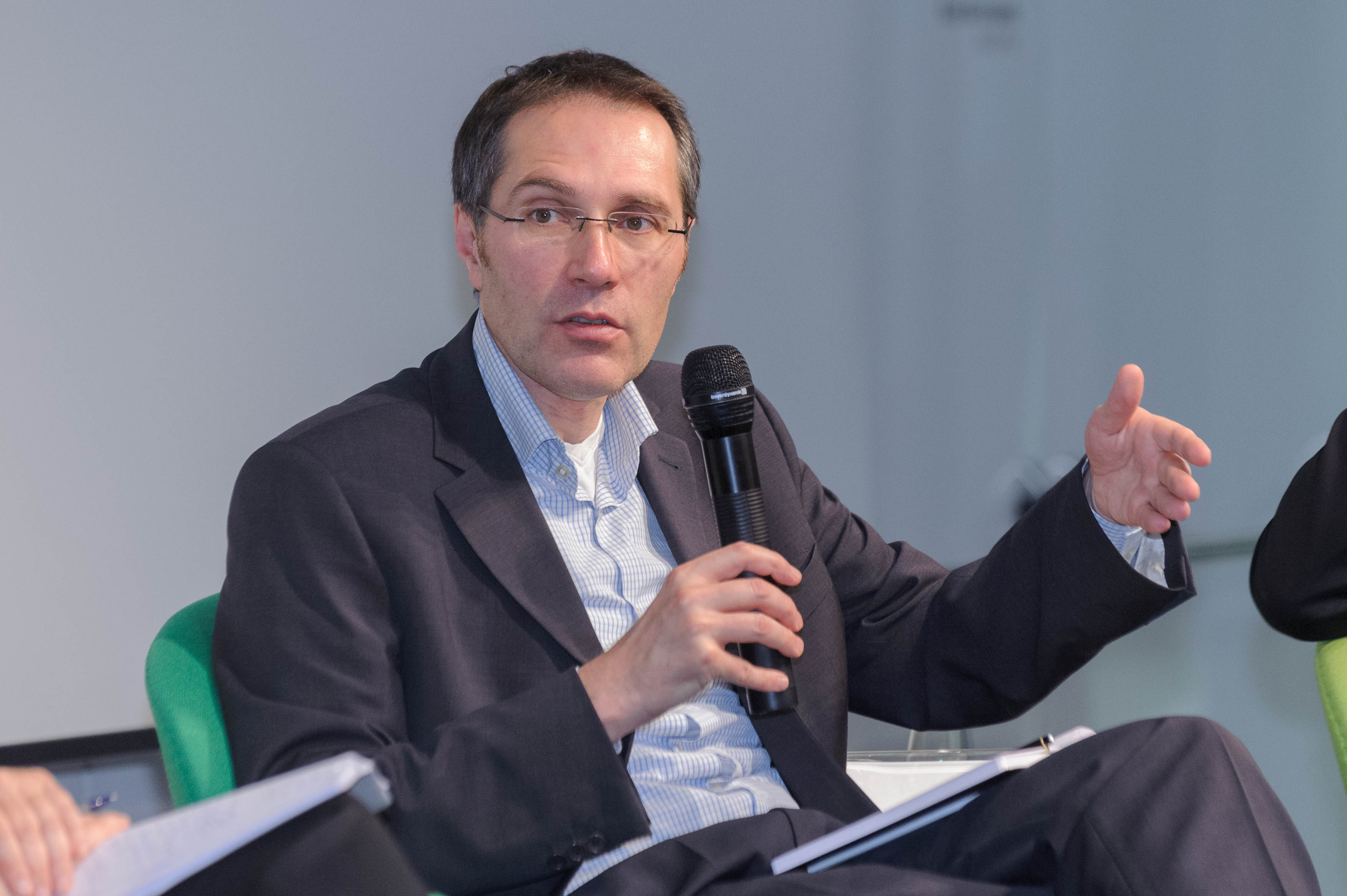
Sascha Müller-Kraenner, 2012

Sascha Müller-Kraenner (* 22. August 1963 in Mannheim) ist ein deutscher Experte für Naturschutz, Klimapolitik, Energiepolitik sowie europäische und internationale Beziehungen. Er ist seit 2015 Bundesgeschäftsführer der Deutschen Umwelthilfe, zusammen mit  Jürgen Resch.

## Leben
Müller-Kraenner studierte nach seinem Abitur 1982 in München bis 1990 erst Philosophie an der Ludwig-Maximilians-Universität München und anschließend Biologie und Öffentliches Recht an der Technischen Universität München sowie an der Universität Bayreuth. Er erwarb den Abschluss zum Diplom-Biologen. Danach leistete er Zivildienst in der Bezirksgeschäftsstelle Oberfranken des Landesbundes für Vogelschutz in Bayern e.V.
Im Dezember 1990 kandidierte Müller-Kraenner für die Partei Bündnis 90/Die Grünen im Wahlkreis Bayreuth als Direktkandidat für den Deutschen Bundestag.
1991 arbeitete Müller-Kraenner als Wissenschaftlicher Mitarbeiter für Naturschutz der Abgeordneten Kornelia Müller (Grüne) im Sächsischen Landtag.
Von 1991 bis 1998 war er beim Deutschen Naturschutzring (DNR) verantwortlich für den Aufbau der EU-Koordination. In dieser Zeit baute er auch das Berlin-Büro des DNR auf. Seit dieser Zeit schreibt er unregelmäßig für Fachpublikationen wie die Politische Ökologie, deren erste Kolumne aus Brüssel er betreute. 1995 war Sascha Müller-Kraenner Sprecher des Klimaforum ´95 der deutschen Nichtregierungsorganisationen auf dem ersten Weltklimagipfel in Berlin.
1998 ging er für die Heinrich-Böll-Stiftung in die Vereinigten Staaten und gründete dort deren erste Niederlassung in Washington, D.C., die er bis 2002 führte. 2002 kehrte er nach Berlin zurück, um die Leitung der neuen Referatsgruppe Europa/Nordamerika und des Stiftungsprogramms für Außen- und Sicherheitspolitik zu übernehmen. In diese Zeit fielen auch der Aufbau des neuen Stiftungsprogrammes in der Ukraine und die Großveranstaltung „20 Jahre nach Tschernobyl“ in Kiew.
Seit 2007 war Sascha Müller-Kraenner in verschiedenen Positionen für The Nature Conservancy (TNC) tätig. 2008 gründete er das Europaprogramm von TNC mit Büros in Berlin und London, das er bis 2014 Ende als geschäftsführender Direktor leitete.
1995 war er Mitbegründer des „Ecologic Institute“, einer transdisziplinären Forschungsorganisation mit dem Schwerpunkt auf Umweltforschung. Seitdem ist er Gesellschafter und Berater des Instituts. Im Jahre 2008 war er Mitbegründer des Ecologic Institute US mit Sitz in Washington, D.C.
Er war Stipendiat des „The Prince of Wales’s Business & the Environment Programme“ sowie des German Marshall Fund. 2005 war er außerdem „World Fellow“ an der Yale University.

## Ämter und Mitgliedschaften
Müller-Kraenner ist in diversen Vorständen und Beiräten vertreten, u. a. bei der Internationalen Klimaschutzinitiative der Bundesregierung, beim Institut für Ökonik und Ökosystemmanagement der Hochschule für nachhaltige Entwicklung Eberswalde, bei der Stiftung Global Nature Fund sowie – ab Sommer 2017 – der Tropenwaldstiftung OroVerde.

## Lehraufträge
Von 2007 bis 2008 lehrte er an der Hertie School of Governance unter anderen zum Thema „Internationale Energie- und Klimapolitik“.

## Publikationen (Auswahl)
- Sascha Müller-Kraenner: Energiesicherheit – Die neue Vermessung der Welt, Kunstmann Verlag, München 2007. ISBN 978-3-88897-470-0.
- Christiane Knospe, Sascha Müller-Kraenner: Klimapolitik: Handlungsstrategien zum Schutz der Erdatmosphäre, Birkhäuser Verlag, Basel 1996. ISBN 978-3-7643-5419-0
- Sascha Müller-Kraenner, Susanne Langsdorf: Eine Europäische Union für Erneuerbare Energien – Politische Weichenstellungen für bessere Stromnetze und Fördersysteme, Brüssel 2012.